# Liste der Monuments historiques in Buswiller
Die Liste der Monuments historiques in Buswiller führt die Monuments historiques in der französischen Gemeinde Buswiller auf.

## Liste der Bauwerke
| Bezeichnung | Beschreibung                                                       | Standort                  | Kennzeichnung | Schutzstatus | Datum | Bild           |
| ----------- | ------------------------------------------------------------------ | ------------------------- | ------------- | ------------ | ----- | -------------- |
| Ferme Jacob | Vierseithof; Fachwerk-Wohnhaus bezeichnet 1599, Stallungen um 1730 | 17, rue Principale (Lage) | PA00084663    | Inscrit      | 1981  | weitere Bilder |

## Liste der Objekte
| Bezeichnung                                                                                      | Beschreibung                                                                                                | Standort                              | Kennzeichnung | Schutzstatus | Datum | Bild |
| ------------------------------------------------------------------------------------------------ | --- | ------------------------------------- | ------------- | ------------ | ----- | ---- |
| Grabdenkmal für Heinrich Dietrich Geyling von Altheim                                            | Sandstein, 1721                                                                                             | in der protestantischen Kirche (Lage) | PM67000808    | Classé       | 1997  |      |
| Orgel                                                                                            | 1789 von Nicolas Martin und Jean Jacques Moeller gebaut; Instrumentalteil 1908 durch Gebrüder Link erneuert | in der protestantischen Kirche (Lage) | PM67001124    | Inscrit      | 1996  |      |
| Orgelprospekt                                                                                    | 1789 von Nicolas Martin und Jean Jacques Moeller gebaut                                                     | in der protestantischen Kirche (Lage) | PM67001125    | Inscrit      | 1996  |      |
| Grabdenkmal für Jacob Friedrich Wurmser von Vendenheim                                           | Sandstein, 1718                                                                                             | in der protestantischen Kirche (Lage) | PM67000807    | Classé       | 1997  |      |
| Kelch und Patene                                                                                 | mit Aufbewahrungskasten; Silber, 1719                                                                       | in der protestantischen Kirche (Lage) | PM67001840    | Classé       | 2012  |      |
| Glocke                                                                                           | Bronze, 1803 gegossen                                                                                       | in der protestantischen Kirche (Lage) | PM67001593    | Inscrit      | 1996  |      |
| Grabdenkmal für Heinrich Wilhelm Geyling von Altheim und Christian Reinhardt Geyling von Altheim | Sandstein, 1688                                                                                             | in der protestantischen Kirche (Lage) | PM67000804    | Classé       | 1997  |      |
| Grabdenkmal für Philipp Christoph Geyling von Altheim                                            | Sandstein, 1705                                                                                             | in der protestantischen Kirche (Lage) | PM67000806    | Classé       | 1997  |      |
| Grabdenkmal für Martha Salomé Geyling von Altheim, geborene Bocklin von Bocklinsau               | Sandstein, 1696                                                                                             | in der protestantischen Kirche (Lage) | PM67000805    | Classé       | 1997  |      |
| Grabdenkmal für Ana Clara Geyling von Altheim, geborene Wurmser von Vendenheim                   | Sandstein, 1722                                                                                             | in der protestantischen Kirche (Lage) | PM67000809    | Classé       | 1997  |      |